# Sa majesté le flic
Pour plus de détails, voir Fiche technique et Distribution.
Sa majesté le flic est un téléfilm français réalisé par Jean-Pierre Decourt, adapté du roman Sa majesté le flic de Raf Vallet, et diffusé dans le cadre de la série télévisée Série noire le 31 mars 1984 sur TF1.

## Synopsis
Le commissaire Jévard (Bernard Fresson) attend Bruno (Gérard Darier) à sa sortie de prison. Il lui apprend que Nesmaz (Philippe Nicaud) lui a dérobé son magot pendant sa peine et se propose de l'aider à le récupérer, si Bruno l'aide à coincer Nesmaz en flagrant délit.

## Fiche technique
- Titre français : Sa majesté le flic
- Réalisation : Jean-Pierre Decourt
- Scénario : Jean-Pierre Decourt, André Ruellan d’après le roman éponyme de Raf Vallet
- Photographie : Gilbert Sandoz
- Musique : Joseph Kosma
- Pays d'origine : France
- Format : Couleurs
- Genre : Policier
- Date de sortie : 1984

## Distribution
- Bernard Fresson : le commissaire Jévard
- Philippe Nicaud : Nesmaz
- Michel Beaune : Salat
- Jean Lescot : André
- Serge Nubret : Pierrot
- Patrick Massieu : Fresco
- Jimmy Karoubi : Goliath
- Joël Martineau : Ferrad
- Rosine Young : Nicole
- Gérard Darier : Bruno et Stardides
- Evelyne Buyle : Félicia
- Maurice Travail : le client
- Laurence Jeanneret : la femme brune
- Jean-Pierre Rumeau : Rico
- Jacky Venon : le clochard
- Pierre Bonzans : l'expert
- Carla Romanelli : Mme de Beucker
- Guy Dhers : le gendarme

## Autour du téléfilm
- L’acteur Philippe Nicaud est également à l’affiche de l’épisode Ballon mort.

## Source
- Claude Mesplède  et Jean-Jacques Schleret (Éd. rév. de: SN, voyage au bout de la Noire), Les auteurs de la Série noire, 1945-1995, Nantes, Joseph K, coll. « Temps noir », 1996, 627 p. (ISBN 978-2-910-68611-6, OCLC 300207570), p. 597.